# Myzomèle de Nouvelle-Irlande
Myzomela pulchella
Espèce
Statut de conservation UICN

 LC  : Préoccupation mineure
Le Myzomèle de Nouvelle-Irlande (Myzomela pulchella) est une espèce de passereau de la famille des Meliphagidae.

## Répartition
Il est endémique de Nouvelle-Irlande dans l'archipel Bismarck en Papouasie-Nouvelle-Guinée.

## Habitat
Il habite les forêts humides tropicales et subtropicales en plaines et le montagnes humides tropicales et subtropicales.